# Amanda Schull
Amanda Schull (Honolulu, 26 augustus 1978) is een Amerikaans actrice. Ze is bekend van haar hoofdrol in de film Center Stage en haar terugkerende rollen in One Tree Hill en Pretty Little Liars, alsmede de rol van Katrina Bennett in de serie Suits.

## Biografie
Schull begon als kind met ballet en vervolgde deze carrière ook als student. In 2000 werd ze gecast voor haar eerste acteerrol, toen ze samen met Zoë Saldana speelde in de film Center Stage, over jonge balletdansers. Vanaf 2009 speelde ze bijrollen in One Tree Hill en Pretty Little Liars. Schull werd in 2013 gecast als Katrina Bennett in de serie Suits. Ze had een terugkerende rol vanaf seizoen twee. Aan het begin van seizoen acht werd ze gepromoveerd tot de vaste cast.

## Privé
Tijdens de opnames van Mao's Last Dancer ontmoette Schull mede-acteur George Wilson. Later trouwden de twee. In februari 2020 kregen Schull en Wilson hun eerste kind, een zoon.

## Filmografie

### Films
| Jaar | Film              | Rol                     | Opmerkingen |
| ---- | ----------------- | ----------------------- | ----------- |
| 2000 | Center Stage      | Jody Sawyer             |             |
| 2007 | Women on Top      | Becca King              |             |
| 2009 | Mao's Last Dancer | Elizabeth Mackey        |             |
| 2011 | J. Edgar          | Anita Colby             |             |
| 2016 | I Am Wrath        | Abbie                   |             |
| 2017 | Devil's Gate      | FBI-agent Daria Francis |             |

### Televisie
| Jaar      | Film                | Rol                      | Afleveringen*   |
| --------- | ------------------- | ------------------------ | --------------- |
| 2009–2010 | One Tree Hill       | Sarah Evans / Katie Ryan | 13 afleveringen |
| 2010–2013 | Pretty Little Liars | Meredith Sorenson        | 7 afleveringen  |
| 2013–2019 | Suits               | Katrina Bennett          | 49 afleveringen |
| 2015–2016 | 12 Monkeys          | Dr. Cassandra Railly     | 47 afleveringen |
| 2016      | Murder in the First | Melissa Danson           | 6 afleveringen  |
| 2022      | The Recruit         | Cora                     | 2 afleveringen  |
| 2023      | 9-1-1: Lone Star    | Special Agent Rose Casey | 5 afleveringen  |

* Exclusief eenmalige gastrollen